# 神奇动物管理员
神奇动物管理员（英語：The Mighty Boosh）是一部英国喜剧，讲述了动物管理员Howard（朱利安·巴勒特饰）和Vince（诺埃尔·菲尔丁饰）的冒险经历故事。节目每集设定在不同的场景。节目包括幽默和流行文化，以及流行電音、重金属、放克和嘻哈类型的音乐。第一季设定在动物园，后两季预算降低，分别设定在公寓和魔术商店。
本剧在英國廣播公司第三台于2004年～2007年间播出了三季。